# Porphyrinia fumosa
Porphyrinia fumosa är en fjärilsart som beskrevs av Wagner 1923. Porphyrinia fumosa ingår i släktet Porphyrinia och familjen nattflyn. Inga underarter finns listade i Catalogue of Life.